# جوزيف س. هوف جونيور
جوزيف س. هوف جونيور (بالإنجليزية: Joseph C. Hough, Jr.)‏ هو كاهن أمريكي، ولد في 1933.